# بخش مرکزی شهرستان کاشان
بخش راوند شهرستان کاشان یکی از بخش‌های تابع شهرستان کاشان در استان اصفهان ایران است

## تقسیمات کشوری
- بخش مرکزی شهرستان کاشان 
  -  دهستان کوهپایه
  - دهستان میاندشت
  - دهستان خرم‌دشت

شهرها: کاشان ، راوند  ، مشکات

## جمعیت
براساس سرشماری عمومی نفوس و مسکن در سال ۱۳۹۵، جمعیت بخش مرکزی شهرستان کاشان برابر با ۳۲۴،۵۰۱ نفر بوده‌است.